# Чернівецька обласна універсальна наукова бібліотека імені Михайла Івасюка
Черніве́цька обласна́ універса́льна науко́ва бібліоте́ка і́мені Миха́йла Івасюка́ — універсальна наукова бібліотека у Чернівцях.

## Історія
Створена згідно з рішенням Ради Народних Комісарів УРСР у липні 1940 року. З 1998 року носить ім'я Михайла Івасюка. Перші фонди налічували 30 тисяч примірників і 4 тисячі читачів.
Рішенням виконкому Чернівецької міськради від 9 вересня 1940 року бібліотека розташувавалася у будинку за адресою вулиця Янку Флондора, 19. За румунських часів у будівлі за цією адресою значилася румунська сигуранца. У 2002 році споруда бібліотеки, власниками котрої колись були чернівецькі адвокати брати Хайм та Мендель Кінсбрунери, розвалився.
Після початку радянсько-німецької війни у червні 1941 року новостворена бібліотека припинила своє існування. Невеликі обсяги фондів встигли евакуювати, більшість — знищена.
У 1944 році роботу обласної бібліотеки відновили. У травні 1945 року вона отримала поповнення — два потяги з літературою з Харкова, Горького, Москви, Києва, Новосибірська. Бібліотека змінює адресу, переїхавши до приміщення на тій самій вулиці, що вже встигла змінити назву на імені Ольги Кобилянської, під номером 47.

## Сучасність
Директорка — Наталія Філяк. Сьогодні бібліотека — це понад пів мільйона друкованих видань, 35 тисяч читачів, 110 штатних працівників.
Заступником директора працювала Боднар Катерина Филимонівна - Заслужений працівник культури України.